# Entedon gunturensis
Entedon gunturensis är en stekelart som först beskrevs av Shafee och Rizvi 1985.  Entedon gunturensis ingår i släktet Entedon och familjen finglanssteklar. Inga underarter finns listade i Catalogue of Life.